# Нож разведчика
Нож разве́дчика (нож арме́йский образца́ 1940 го́да, НР-40, НА-40) — модель боевого ножа, принятая на вооружение в РККА Союза ССР в 1940 и использовавшаяся в Советской армии и армиях ряда стран Варшавского договора по 1960-е годы. Индекс ГРАУ: 56Х714.

## История создания

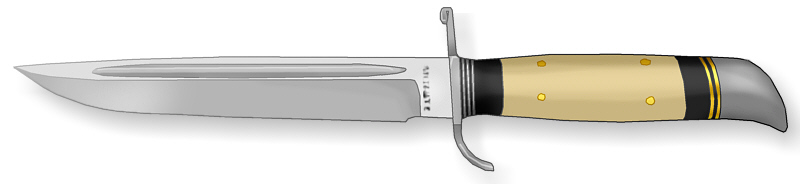
Один из вариантов «финки НКВД». Завод «Труд», 1930-е годы

### «Финка НКВД»
В начале-середине 1930-х годов в РСФСР ужесточилось законодательство в отношении оборота холодного оружия, в Уголовном кодексе появился прямой запрет на изготовление, хранение, сбыт и ношение финских ножей. В то же самое время сотрудники НКВД в качестве специального средства получают с 1935 года финский нож (в некоторых документах — нож норвежского или шведского типа), изготовлявшийся в нескольких разновидностях заводом «Труд» (ранее — фабрика промышленника Кондратова) в посёлке Вача Нижегородской области. Основой «ножа НКВД» послужила копия шведского ножа производства P. Holmberg, попавшая под запрет как «финский нож». Для ножа были характерны либо прямой обух, либо обух с характерным скосом — «щучкой», долы и финский тип головки рукояти. Отличительной деталью от финского ножа пуукко была развитая изогнутая гарда, часто S-образная. Перед гардой на клинке оставлялась незаточенная пята для перенесения в некоторых хватах указательного пальца на клинок. Рукоять изготавливалась из карболита. Нож официально не состоял на вооружении, а выдавался как вещевое довольствие. С 1930-х до конца 1970-х годов завод «Труд» выполнил не менее 6 крупных заказов на подобные ножи.

### Армейский уставной нож
Советско-финская война выявила недостатки в вооружении Красной армии. Помимо прочих выводов, в 1940 году были пересмотрены образцы уставного холодного оружия, в частности, принят на вооружение новый армейский нож.
В качестве предполагаемых прототипов советского армейского ножа называются:
- финский форменный штык-нож образца 1919 года, разработанный художником Аксели Галлен-Каллелой и выпускавшийся компанией Fiskars — эклектичная модель, сочетающая клинок с понижением линии обуха, долами и развитой пятой, крупную S-образную гарду, сабельную рукоять с металлической спинкой, цельнометаллические ножны, повторяющие изгиб ножен пуукко, крупную кисть темляка, заимствованную с длинноклинкового оружия;
- финские скаутские ножи (partiopuukko) — ножи, разработанные для организаций бойскаутов разных стран, с явными признаками американских традиций — двусторонним (реже — односторонним) упором гарды, клинком преимущественно со скосом обуха, узким или широким долом. Скаутские модели, приобретавшиеся на личные средства, пользовались определённой популярностью среди солдат регулярной финской армии и представителей добровольческих организаций.

Ни одна из моделей не может быть названа непосредственным прямым прародителем НР-40, хотя все элементы ножа, конструкция и технология его изготовления легко узнаваемы в прототипах.

## Характеристики
| Характеристики армейского ножа образца 1940 года | Характеристики армейского ножа образца 1940 года    |
| ------------------------------------------------ | --------------------------------------------------- |
| Общая длина ножа, мм                             | 265                                                 |
| Длина клинка, мм                                 | 152                                                 |
| Наибольшая ширина клинка, мм                     | 22                                                  |
| Наибольшая толщина обуха, мм                     | 2,6                                                 |
| Материал клинка                                  | Сталь У7                                            |
| Материал рукояти                                 | Дерево                                              |
| Способ крепления клинка в рукояти                | Всадной сквозной монтаж с расклёпыванием хвостовика |

Клинок со скосом обуха («щучка»), спуски занимают около половины ширины клинка, перед гардой — выраженная пята для перенесения указательного пальца на клинок. Наиболее характерной особенностью ножа разведчика является S-образное перекрестие гарды, имеющее нетрадиционный изгиб: со стороны фаски лезвия упор гарды загибается не в сторону рукояти, а наоборот, к клинку. Такая необычная «перевёрнутая» гарда обусловлена исключительно боевой направленностью ножа: основными хватами считались прямой перевёрнутый с направлением лезвия вверх (для ударов снизу вверх в область живота и подреберья) либо обратный (для ударов сверху вниз в область шеи). В обоих хватах нож лежит в руке «перевёрнуто» относительно обычного традиционного положения ножа, поэтому и гарда получила соответствующий изгиб. Рукоять и ножны выполнялись из дерева и окрашивались в чёрный цвет (для избежания демаскирования при ночных операциях), однако клинок воронению и покрытиям не подвергался. Носить нож рекомендовалось на поясном ремне с левой стороны под углом 30°, рукоятью вправо.

## Производство

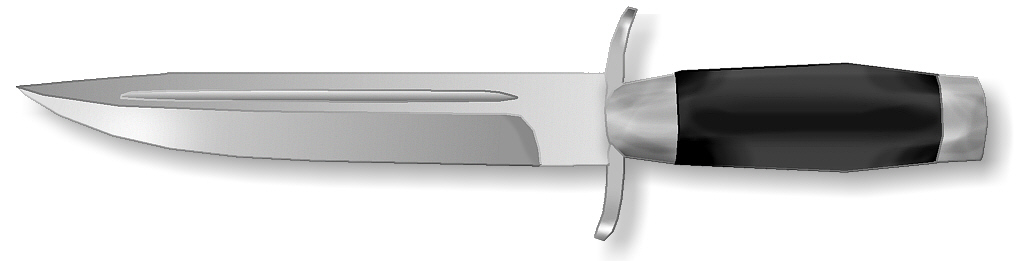
Вариант армейского ножа

Выпуск НР-40 был налажен на заводе «Труд» в посёлке Вача и на Златоустовском инструментальном заводе-комбинате № 259 им. В. И. Ленина (ЗиК). Подавляющее большинство от общего количества армейских ножей произведено в Златоусте. Пик производства в военное время пришёлся на 1942—1943 годы.
В 1942 году на златоустовском заводе произведено армейских ножей: 261000 штук, в 1943 году — 388000 штук (из них в первом полугодии — 271000, во втором — 117000 штук).
Кроме серийного заводского производства была распространена практика заказа ножей на кустарных предприятиях и изготовление во фронтовых мастерских. В связи с этим известны многочисленные виды ножей, внешне напоминающих уставной армейский нож образца 1940 года, но отличавшихся конструктивно и применяемыми материалами.
Также часто производились кустарные модификации и украшения уставного ножа. Особо популярной была замена цельной деревянной рукояти на наборную из разных материалов, например из плексигласа.
В настоящее время точную копию легендарного ножа производят различные ножевые производители.

## Применение

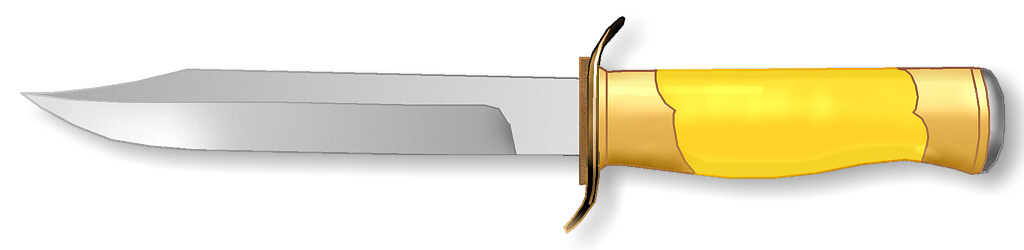
Наградной (т. н. «генеральский») армейский нож, Златоустовский инструментальный комбинат, 1942—1944

Принятие на вооружение ножа образца 1940 года вызвано появлением в войсках относительно коротких образцов стрелкового автоматического оружия (в первую очередь пистолетов-пулемётов), у которых не предусмотрено крепление штыка к стволу. Армейский нож выдавался автоматчикам Красной армии, поэтому иногда нож называют «ножом автоматчика».
Приёмы работы «коротким финским, или норвежским ножом» добавлены в боевую систему самбо В. П. Волковым в 1940 году. К 1941 году действия ножом входят в «Руководство по подготовке к рукопашному бою Красной армии». Наиболее богатой и проработанной системой применения боевых ножей стала разработанная Н. Н. Симкиным и Московским институтом физкультуры система ближнего боя, опубликованная в брошюре «Ближний бой» (М.: «Физкультура и спорт», 1944).
Нож, как и огнестрельное оружие, заносился в книжку красноармейца.
Нож разведчика и его разновидности и копии часто служили подарочным и наградным оружием, на клинке гравировались соответствующие надписи.
Нож разведчика был удачным и вполне современным для своего времени оружием, с ним связаны многочисленные легенды, преувеличивающие его боевые качества.

### «Чёрные ножи»
В 1943 году всему составу Уральского добровольческого танкового корпуса, оснащённого оружием и техникой, изготовленной на взносы трудящихся Свердловской, Челябинской и Молотовской (Пермской) областей, от рядового до командира рабочие Златоустовского инструментального комбината в подарок для всех земляков-уральцев — воинов нового корпуса изготовили «ножи финского типа» с чёрной рукоятью из эбонита, ножнами и металлическими частями прибора. Согласно описанию, это были фактически армейские ножи образца 1940 года. Немецкие разведчики сразу обратили внимание на нестандартное холодное оружие танкистов, и Уральский танковый корпус начали именовать «Шварцмессер дивизион» — «дивизия Чёрных ножей». «Шварцмессер» — легенда Великой Отечественной войны. Черные ножи уральцев находились в экспозициях многих краеведческих музеев (от школьных до областных), воспеты в песнях. В легендах рассказывается об особом качестве и сверхсвойствах «черных ножей».

## Последующие модификации

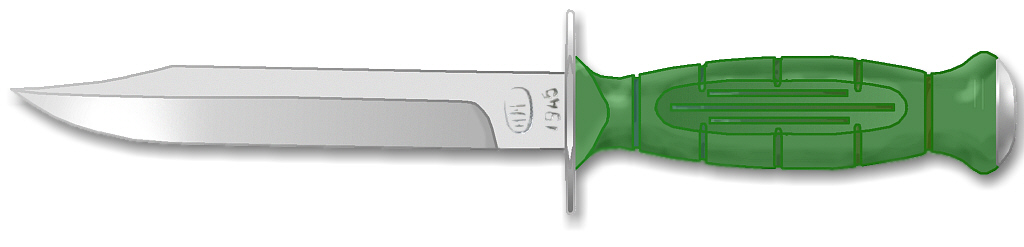
Т. н. «Нож разведчика „Вишня“ образца 1943 года»

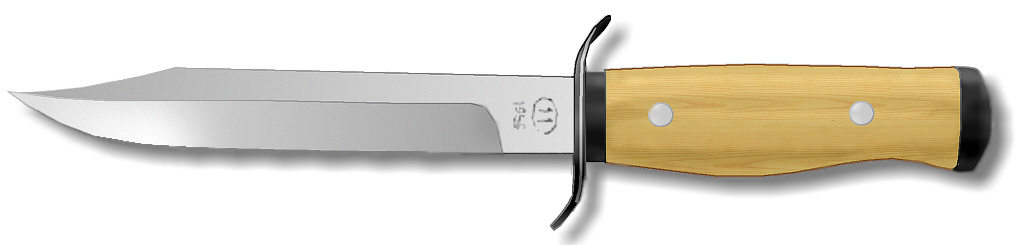
Польский штурмовой нож образца 1955 года

На основе армейского ножа образца 1940 года был создан т. н. «нож разведчика „Вишня“ образца 1943 года», отличающийся пластиковой симметричной рукоятью. Первоначально для производства ножей «Вишня» использовались клинки армейского ножа обр. 1940 г., поэтому, по наиболее часто встречающемуся году, выбитому на клейме, нож «Вишня» иногда ошибочно называют «нож разведчика обр. 1943 г.» (НР-43).
В 1950-е годы армейский нож послужил базой для разработки штык-ножа к экспериментальному автомату Коробова.
В Польше на базе советского армейского ножа образца 1940 года был создан штурмовой нож образца 1955 года (пол. nóż szturmowy wz.55), отличавшийся креплением клинка к рукояти на двух заклёпках и металлическими ножнами.
Югославский боевой нож образца 1951 года (М1951) отличала симметричная со сторон спинки и брюшка форма рукояти, на боковые поверхности которой нанесена глубокая нарезка для предотвращения проскальзывания в ладони. Клинок в сравнении с советским прототипом имел чуть большую толщину. Нож использовался с автоматом М56 до появления штыка.
В Чехословакии фирма Миков (Mikov) выпускала несколько вариантов боевого ножа V07 (Útočný nůž vz. V07), использовавшегося в чехословацкой армии с 1950-х годов до 1975 года. От советского прототипа нож отличался чуть более «вздёрнутой» формой скоса обуха, прямой гардой и более плоской рукоятью. Нож носился в оригинальных кожаных ножнах.

### Стреляющие ножи разведчика

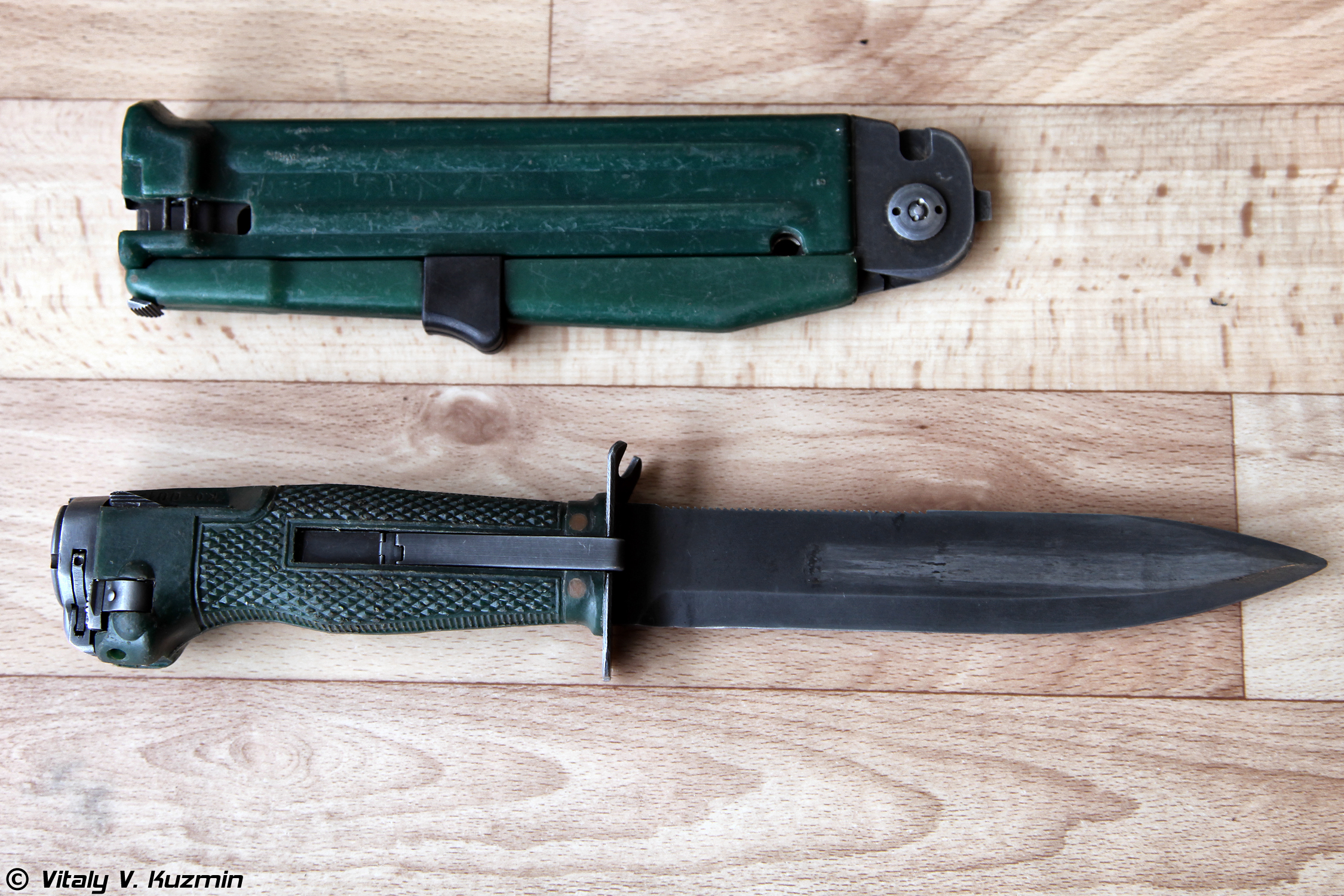
НРС-2 (Нож разведчика специальный), оружие разведчика в Советской армии, ВС СССР

В результате опытных разработок 1960-х годов на вооружение Советской армии ВС СССР было принято два образца огнестрельных ножей, в рукоять которых помещался короткий стволик и спусковой механизм. Стрельба производилась в положении «клинком к себе».
НРС (нож разведчика специальный, Индекс ГРАУ — 6П25) разработан под бесшумный патрон СП-3, калибра 7,62 мм в ЦНИИТочМаш ещё в 60-х, имел пулю ПС от 7,62-мм автоматного патрона образца 1943 года, а также размещённый в гильзе между пулей и пороховым зарядом телескопический поршень-толкатель. После выстрела поршень, передав пуле необходимую энергию, тормозился на скосах гильзы, тем самым отсекая пороховые газы и не создавая звука и пламени при выстреле. Нож НРС имеет пластиковую рукоять зелёного цвета, металлическую гарду, прямой клинок длиной 160 и шириной 30 мм, со «щучкой» (скосом обуха) и пилой, нарезанной на обухе.
Нож НРС-2 (Индекс ГРАУ — 6П32) отличается от НРС копьеобразной формой клинка и стреляющим механизмом под патрон бесшумной стрельбы СП-4.
Ножи предназначаются для разведывательных подразделений спецназа ГРУ ГШ, воздушно-десантных войск и морской пехоты.

### Современные хозяйственно-бытовые образцы

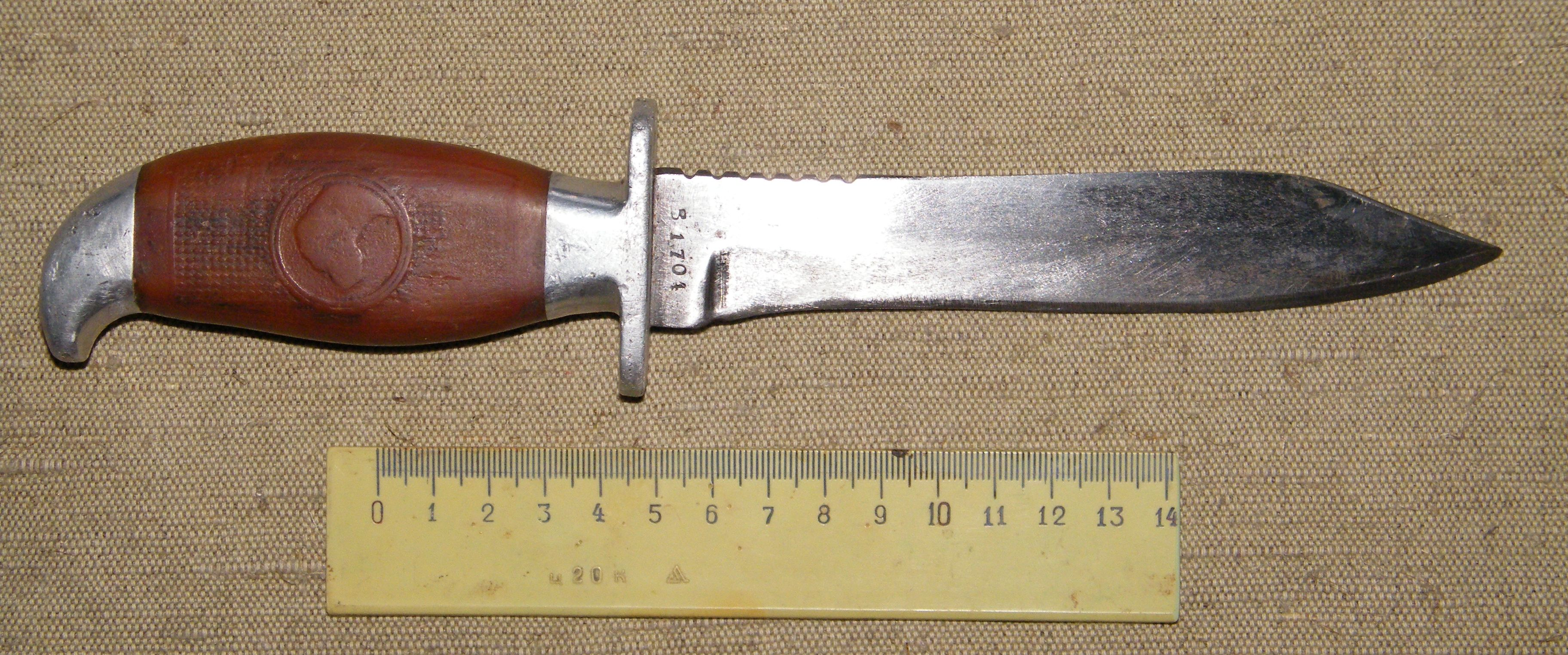
Охотничий нож, выпускался в СССР в 1980-е годы, идентичен армейскому ножу по размерам и конструкции

Армейский нож образца 1940 года является в настоящий момент коммерчески привлекательным брендом, служа основой большому числу современных ножей, среди которых:
- Нож «Полевой», Союзспецоснащение (ССО, Спецоснащение)
- Нож НР-2000 (Нож разведчика 2000), ООО ЗСН САРО, г. Ворсма
- Нож «Гюрза», ООО ЗСН САРО, г. Ворсма
- Нож «Спецназ» А. Титов, г. Ворсма
- Нож «Штрафбат», АиР, г. Златоуст
- Нож «Таран», OOO ПП «Кизляр»
- Нож «НР-18», OOO ПП «Кизляр»
- Нож «НР-40», Кузнечно-ножевая мастерская Кашулина, г. Павлово
- Нож «Финка НКВД», Кузнечно-ножевая мастерская Кашулина, г. Павлово
- Нож «Офицерский», Компания «Pirat», г. Москва

## Интересные факты
- В книге Ф. Дж. Стифенса[англ.] «Боевые ножи» (Fighting knives, 1980) советский армейский нож образца 1940 года назван «армянским боевым ножом» (нем. Armenisches Kampfmesser Modell 1940), а о значении аббревиатуры ЗиК на клейме изготовителя высказано предположение, что это «Златоустовская индустрия, Кавказ».[источник не указан 4933 дня] На самом деле: «ЗиК» («Златоустовский инструментальный комбинат») — такое клеймо ставили на изделия ООО «Златгравюра» в 1930—40-е годы[источник не указан 529 дней].